# Cleanroom software engineering
El proceso de cleanroom software engineering es un proceso de desarrollo de software destinado a producir software con un nivel certificable de fiabilidad. El proceso de sala limpia fue desarrollado originalmente por Harlan Mills y varios de sus colegas, incluido Alan Hevner en IBM. El enfoque del proceso de sala limpia está en la prevención de defectos, más que en la eliminación de los mismos. El nombre "sala limpia" se eligió para evocar las salas blancas utilizadas en la industria electrónica para evitar la introducción de defectos durante la fabricación de semiconductores. El proceso de sala limpia se utilizó por primera vez a mediados y finales de la década de 1980. Los proyectos de demostración dentro del ejército comenzaron a principios de la década de 1990. Un trabajo reciente en el proceso de sala limpia ha examinado la fusión de la sala limpia con las capacidades de verificación automatizadas proporcionadas por las especificaciones expresadas en CSP.

## Otras lecturas
- Stavely, Allan (1999). Toward Zero-Defect Programming. Addison-Wesley.
- Stacy J. Prowell and Carmen J. Trammell and Richard C. Linger and Jesse H. Poore (1999). Cleanroom Software Engineering: Technology and Process. Addison-Wesley.
- Jesse H. Poore and Carmen J. Trammell (1996). Cleanroom Software Engineering: A Reader. NCC Blackwell.